# Heteropygas dognini
Heteropygas dognini är en fjärilsart som beskrevs av Eugenio Giacomelli 1911. Heteropygas dognini ingår i släktet Heteropygas och familjen nattflyn. Inga underarter finns listade i Catalogue of Life.